# Arielle Vandenberg
Pour les articles homonymes, voir van den Berg.
Arielle St. Cyr Vandenberg, née le 27 septembre 1986 dans le comté de Los Angeles, est une actrice et mannequin américaine.

## Jeunesse
Enfant unique de Dirk et DeEtte Vandenberg, Arielle Vandenberg a grandi à Fallbrook en Californie. Elle est diplômée de la Fallbrook Union High School. Elle a étudié le ballet, les claquettes et la danse jazz dès l'âge de cinq ans, et s'est plus tard investie dans le théâtre communautaire.

## Carrière
Arielle Vandenberg a été la vedette des deux premières saisons de la série télévisée Meet the Browns (en) dans le rôle de London Sheraton. Elle a également joué un rôle récurrent dans la série Greek dans le rôle de Lisa Lawson. Arielle Vandenberg a fait des apparitions dans d'autres séries télévisées, telles que CSI: Miami, Bones, How I Met Your Mother et Numbers, et a joué dans des rôles sans dialogue dans Epic Movie et The Ugly Truth. Elle a aussi joué dans plusieurs publicités télévisées pour des marques telles que Mercedes-Benz, Coca-Cola Zero, State Farm Insurance et Progressive Auto Insurance. En 2013, Arielle Vandenberg est apparue dans le clip vidéo du titre R U Mine? des Arctic Monkeys.
Par ailleurs, Arielle Vandenberg avait beaucoup de succès (de nombreux followers) sur le service vidéo Vine de Twitter, avant sa fermeture en 2017.

## Filmographie
| Année     | Titre                                                     | Rôle                                            | Notes |
| --------- | --------------------------------------------------------- | ----------------------------------------------- | --- |
| 2006      | She Said/He Said                                          | Une jolie fille                                 | Téléfilm |
| 2006      | CSI: Crime Scene Investigation                            | Une fêtarde                                     | Saison 7, épisode 1 : Built to Kill: Part 1 |
| 2007      | CSI: Miami                                                | Jessica Taylor                                  | Saison 6, épisode 4 : Bang, Bang, Your Debt |
| 2007-2011 | Greek                                                     | Lisa Lawson / la fille sexy                     | Saison 1, épisode 1 : Pilot (créditée dans le rôle de la fille sexy), Saison 1, épisode 3 : The Rusty Nail (créditée dans le rôle de Lisa Lawson), Saison 2, épisode 9 : Three's A Crowd (créditée dans le rôle de Lisa Lawson), Saison 4, épisode 10 : Legacy (créditée dans le rôle de Lisa Lawson) |
| 2008      | How I Met Your Mother                                     | Mary                                            | Saison 3, épisode 12 : No Tomorrow |
| 2009      | Bones                                                     | Un mannequin                                    | Saison 4, épisode 19 : The Science in the Physicist |
| 2009      | Numbers                                                   | Lorrelle                                        | Saison 6, épisode 4 : Where Credit's Due |
| 2009-2010 | Meet the Browns                                           | London Sheraton                                 | 20 épisodes |
| 2011      | Cherche Partenaires Désespérément (Friends with Benefits) | Lana                                            | Saison 1, épisode 8 : The Benefit of Mentors |
| 2012      | For Better or Worse                                       | Candace                                         | Saison 2, épisode 30 : Who Get's the Friends |
| 2012      | Go On                                                     | Une joggeuse                                    | Saison 1, épisode 10 : Back, Back, Back... It's Gone |
| 2013      | Date Night Fails                                          | Date                                            | miniserie télévisée |
| 2015      | Battle Creek                                              | L'assistante de Milt                            | Saison 1, épisode 1 : The Battle Creek Way |
| 2015      | MTV Video Music Awards 2015                               | Elle-même                                       | Émission télévisée |
| 2015      | The Honest Show                                           | Mlle Bright                                     | Saison 1, épisode 5 : Honest History Report |
| 2015      | Awkwardness                                               | Elle-même / Arielle à 5 ans / la mère d'Arielle | Auteur de Saison 1, épisode 1 : Arielle Vandenberg Blows Mom's Big Date (avec Chris de Bad Ads) |
| 2016      | Hollywood Today Live                                      | Elle-même                                       | Saison 3, épisode 30 : Invités co-animateurs : Ali Landry & Dondre Whitfield/Dr. Drew Pinsky/Arielle Vanderberg/Diana Nyad |
| 2016      | The Earliest Show                                         | Janice Crawl                                    | Épisode : Anger |
| 2016-2017 | @midnight                                                 | Elle-même                                       | Épisode 485 du 16 novembre 2016 : James Davis/Arielle Vandenberg/Dan Levy Épisode 530 du 6 mars 2017 : Arielle Vandenberg/Flula Borg/Steve Agee/Justin Long |
| 2017      | Good Mythical Morning                                     | Elle-même                                       | Épisode : Arielle Vandenberg, ASMR & More! |
| NC        | Projet avec Cara Santana                                  | Arielle                                         | En pré-production |

| Année | Film                                                                  | Rôle                            | Notes                   |
| ----- | --------------------------------------------------------------------- | ------------------------------- | ----------------------- |
| 2007  | Epic Movie                                                            | Un faune dans Cribs             | NC                      |
| 2009  | Spring Breakdown                                                      | Une étudiante de première année | NC                      |
| 2009  | The Ugly Truth                                                        | Candi                           | NC                      |
| 2009  | Dark Moon Rising                                                      | Nicole                          | NC                      |
| 2010  | Drop Dead Gorgeous                                                    | Sabrina                         | Uniquement sorti en DVD |
| 2010  | The Extraordinary Fight of Atticus Walker and the Monster in His Mind | Rachel                          | Court métrage           |
| 2012  | The Golden Age                                                        | Francesca                       | Court métrage           |
| 2015  | Dole Garden Soup: Vine in the Aisle                                   | Une femme                       | Vidéo courte            |
| 2015  | Bad Roomies                                                           | April                           | NC                      |
| 2016  | Nerve                                                                 | Vendeuse chez Bergdorf Goodman  | NC                      |
| 2018  | Dog Days                                                              | Kristen                         | NC                      |
| 2018  | Airplane Mode                                                         | NC                              | Terminé                 |